# Согдийское искусство
Согдийское искусство

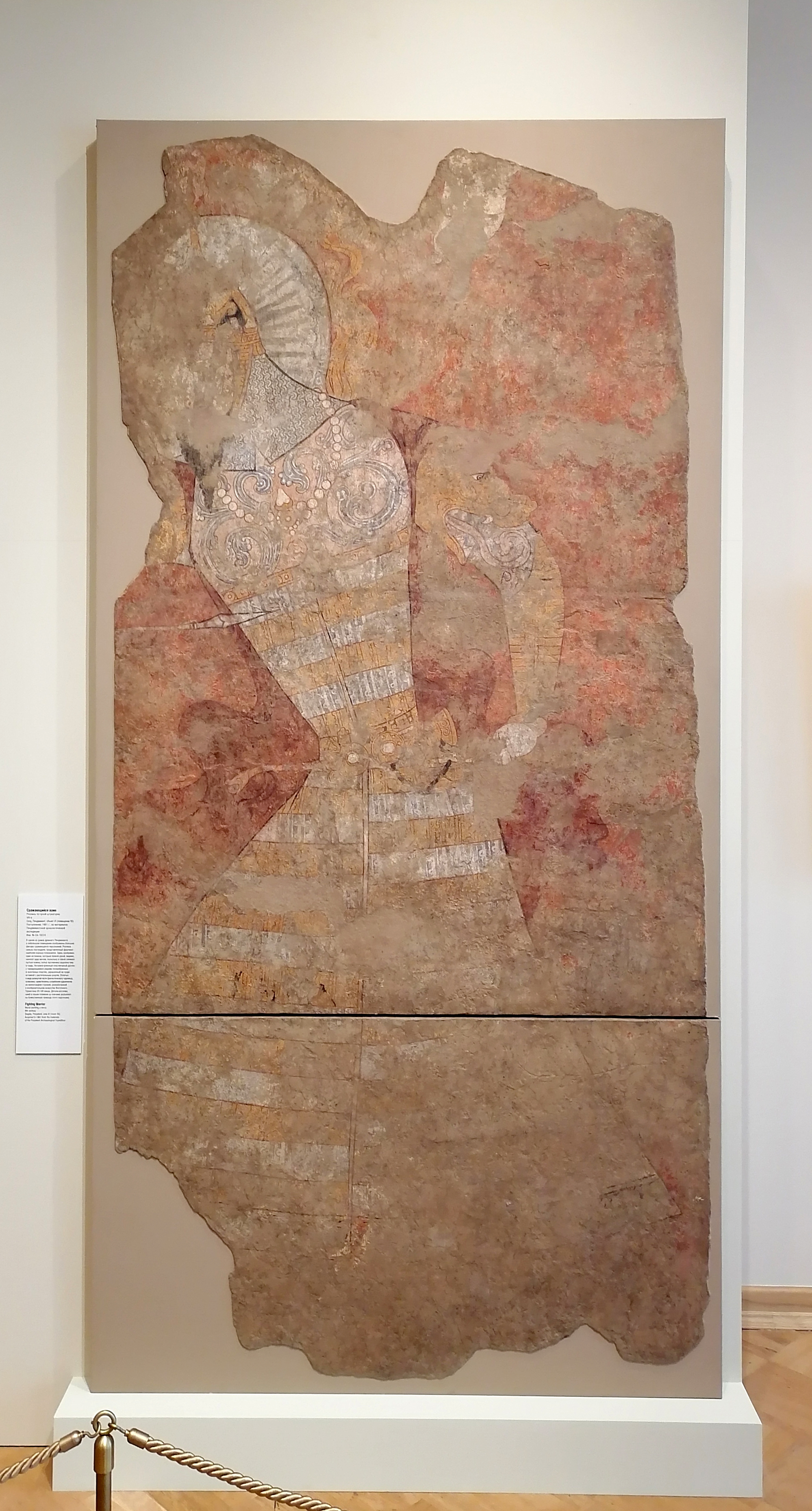
Согдийская фреска воина в доспехах

Согдийское искусство —  историко-региональный тип искусства, созданного согдийцами, иранским народом, проживавшим в основном в древней Согдиане (современные Узбекистан, Таджикистан, Казахстан и Киргизия), также с большой диаспорой, жившей в Китае. Пик развития региона приходился на период между V и IX веками, и он состоит из богатого комплекса доисламских живописных памятников Центральной Азии. Новые находки, которые были обнаружены в последние десятилетия, позволили учёным лучше изучить согдийское искусство.
Согдийцы наиболее известны своими картинами, также они преуспели и в других областях, таких как обработка металлов и музыка. Их обработку металлов, оказавшую влияние на китайцев, иногда путают с сасанидскими работами. Однако установлены особенности согдийской металлообработки, отличающие её от сасанидских работ; например, в отношении сасанидской металлообработки конструкции согдийских сосудов более динамичны, а их изготовление не носило массового характера. Они различаются по технике и форме, а также по иконографии.
Согдийцы любили рассказывать истории, и их искусство носило во многом «повествовательный» характер. Они жили в домах, где на стенах вешали резьбу по дереву и рисовали изысканные фрески. Поскольку целью согдийцев было передать смысл, они добавляли только самое необходимое, украшая сцену линиями, цветными блоками и несколькими элементами ландшафта, создавая «легко читаемую двухмерность, которая помогает продвигать прогресс изображаемой сказки».

## Обзор
Согдийское искусство производилось главным образом в Согдиане. Самые известные образцы согдийского искусства находятся в Пенджикенте и Варахше, в древней Согдиане. Эти города когда-то были княжествами в Согдиане. Согдийская культура была отдельной культурой со своими особенностями, но на неё оказывали влияние разные течения, заметна сасанидская культура, постгуптская Индия. В свою очередь, согдийская культура повлияла на соседние культуры, как и китайская культура.
Для своих жилищ согдийцы предпочитали писать картины и применять резьбу по дереву. Согдийские настенные росписи не только яркие, энергичные и необычайной красоты, но также рассказывают о согдийской жизни. Они воспроизводят, например, повседневные костюмы, игровое обмундирование и конское снаряжение. На них изображены рассказы и эпосы на иранские, ближневосточные (манихейские, несторианские) и индийские темы. Согдийское религиозное искусство отражает религиозную принадлежность согдийцев, и эти знания получены в основном из картин и оссуариев. Благодаря этим артефактам можно «ощутить насыщенность и воображения согдийской жизни».
Согдийское искусство прекратилось с исламским вторжением.

## Росписи

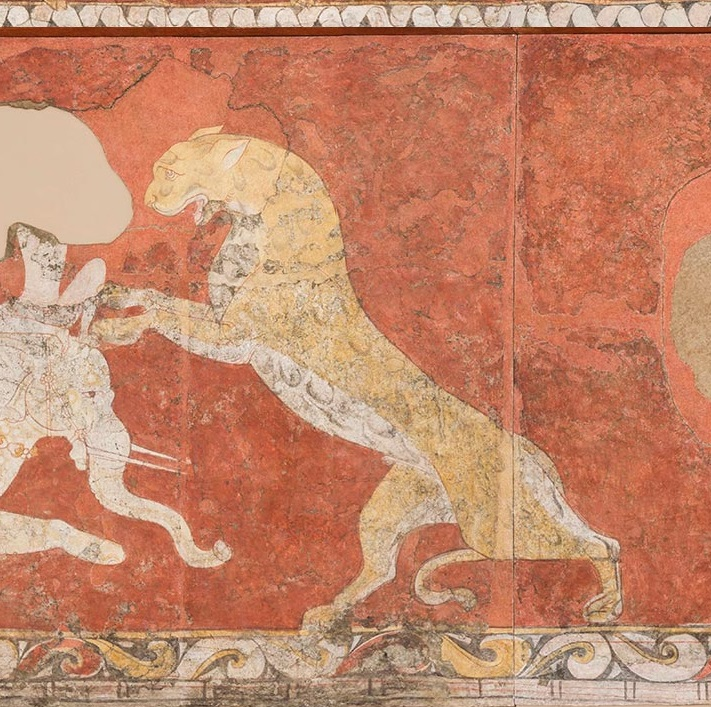
Фрагмент росписи кургана Варахша конца VII или начала VIII века

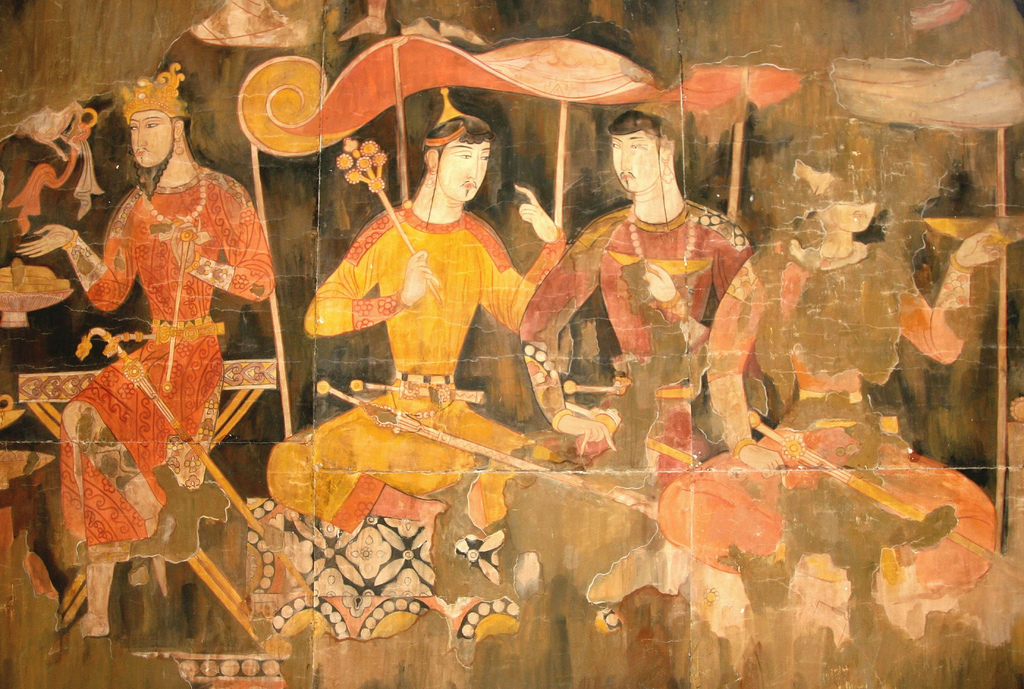
Согдийская живопись, изображающая согдийских купцов

Есть повторяющиеся элементы, характерные для согдийского искусства, которые появляются в согдийских изделиях из металла, глиняной и деревянной скульптуре, а также во всей настенной росписи. Согдийские художники и меценаты очень внимательно относились к общественной жизни, отображая ее в своих произведениях. Таким образом, банкеты, охота и развлечения повторяются в их представлениях. Согдийцы были сказочниками: они страстно любили рассказывать истории, а интерьеры их жилищ украшали сюжетные картины.
Согдийцы также вступили в контакт с различными иностранными культурами из-за своего межкультурного сотрудничества. Они были осведомлены о культурах, отличных от их собственной культуры, и принимали их, что показано в их изделиях. У них было «уникальное видение божественного и загробной жизни», а их религиозное искусство было очень разнообразным. Таким образом, «взаимосвязанность с другими евразийскими культурами находит применение в согдийском религиозном искусстве».
Многие согдийские картины со временем были утеряны или уничтожены, а земля подвергалась нашествиям тюрок, эфталитов, арабов и монголов. До сих пор было заново открыто лишь несколько согдийских фресок.
Фрески Афрасиаба, которые сейчас находятся в Музее Афрасиаба в Самарканде на кургане Афрасиаб, были обнаружены в 1965 году, когда местные власти решили построить дорогу посреди кургана Афрасиаб, на старом месте домонгольского Самарканда. Эти фрески, вероятно, были написаны в середине VII века нашей эры. Они растягиваются по четырём стенам комнаты частного дома. Изображены три или четыре соседних стран в Центральной Азии. На северной стене изображена китайская сцена, с императрицей на лодке, и императорской охоты, на южной стене изображен Самарканд, иранский мир, с религиозным погребальным шествием в честь предков во время праздника Новруз, а на восточной стене изображена Индия. Эти росписи свидетельствуют о стремлении согдийцев изображать окружающий мир.

## Скульптура
В Пенджикенте был найден расписной фриз с замысловатыми фигурами людей, драконов и морских существ. В нём есть «индуистские макары» или сочетания наземных и морских зверей; греко-римские гиппокампы, или лошади с рыбьими хвостами; и человекоголовые ангипеды, чьи «ноги» — змеи. Такие морские образы кажутся странными для Пенджикента, не имеющего выхода к морю, но они могут относятся к импортированному мифу или представлению об альтернативной загробной жизни.

### Оссуарии

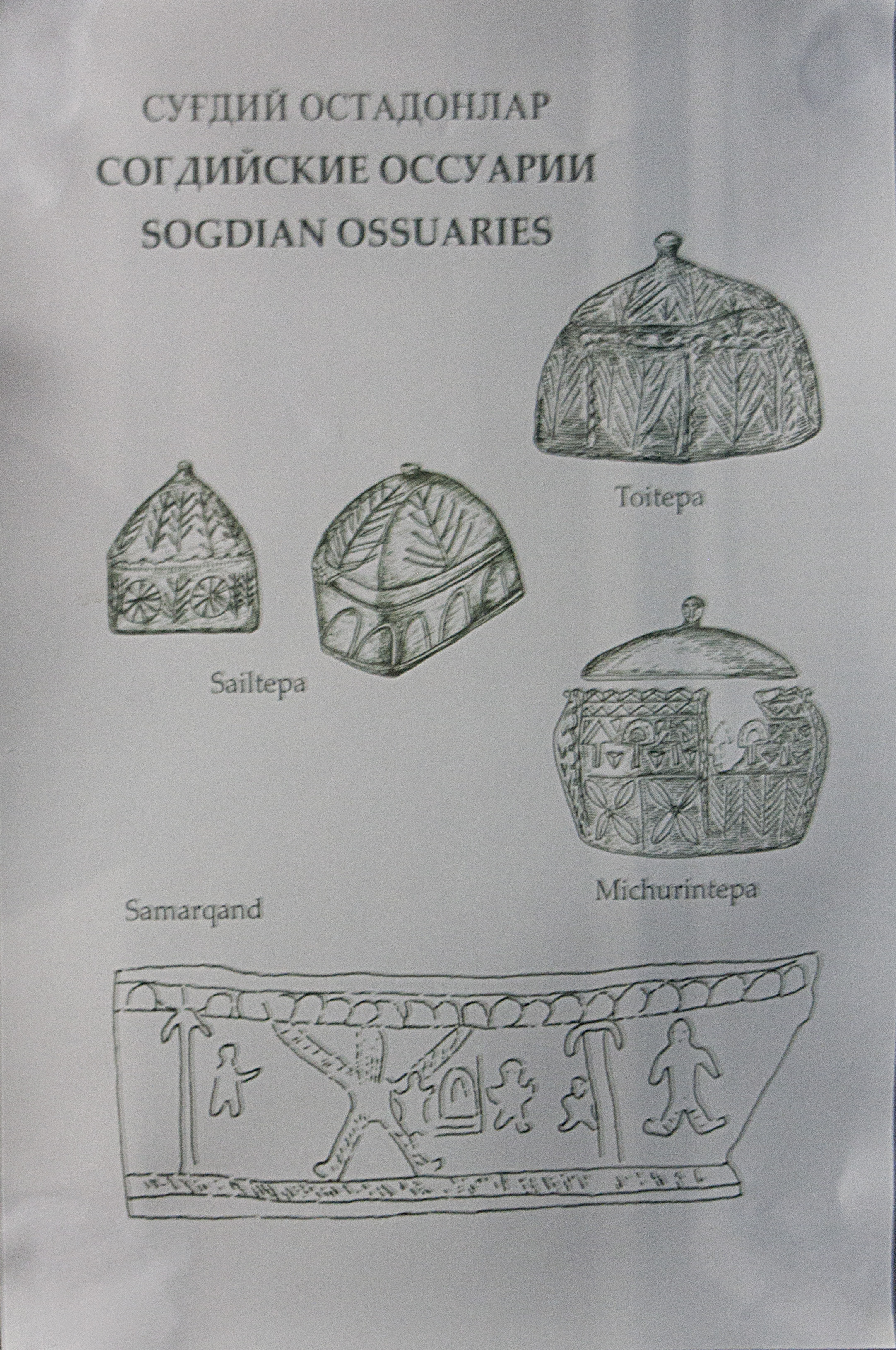
Согдийские оссуарии

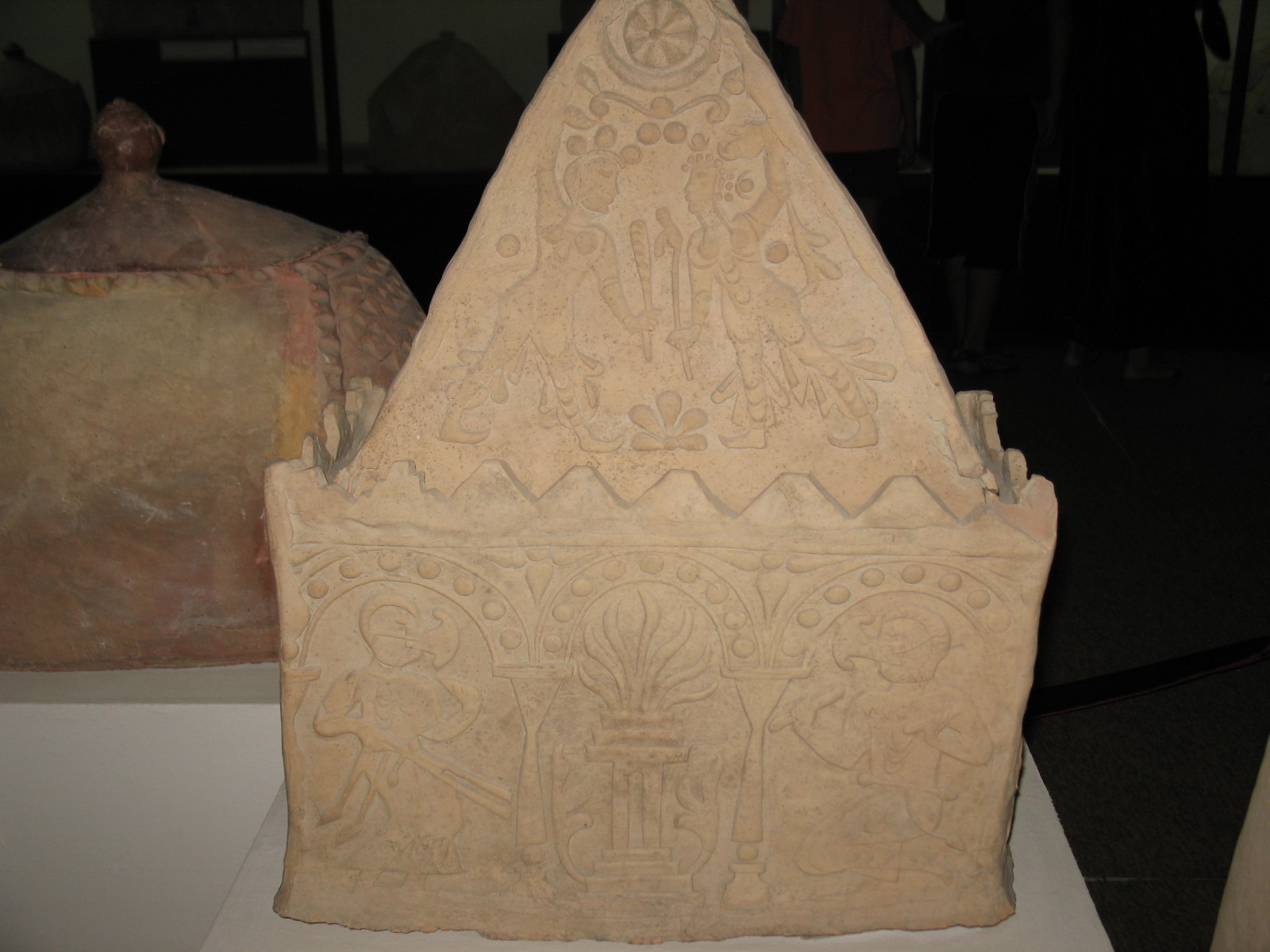
Согдийский оссуарий VI—VII вв. Самарканд

Согдийские оссуарии изготовлялись с помощью форм, которые прессовали на обожжённой глине. Поскольку позже формы были повторно использованы менее опытными художниками, качество некоторых более поздних оссуариев уступает оригиналам.
Украшением оссуариев согдийцы выражали свои пожелания на загробную жизнь. Согласно практике маздеизма, тело умершего подвергалось экскарнации, а затем кости помещались в контейнер, склеп, который затем помещали в наос. Оссуарии, как правило, были сделаны из терракоты. Крышка может быть плоской, пирамидальной или куполообразной. Их часто покрывали шликером, используемым как краска. Почти все украшения связаны с путешествием души в загробную жизнь и изображают религиозные принципы и обычаи. Оссуарий VII-VIII веков из кургана Мулла имеет пирамидальную крышку с парой, стоящей под луной и солнцем и несущей ветви с каждой стороны, а священник изображен на каждой стороне основного корпуса склепа. Фигуры на крышке могут танцевать, что «намекает на райские удовольствия, место музыки и песен».
Есть более сложная композиция, которая является предметом ряда разрозненных оссуариев, разбросанных от Бухары до Самарканда, которые датируются концом VI — началом VIII века. Склеп в Дурман-Тепе демонстрирует невероятное внимание к деталям. Оссуарий Дурман-Тепе хорошего качества, особенно по сравнению с работами более поздних, менее опытных художников, которые повторно использовали формы, и близок к оригиналу. Личность фигур, изображённых на ней, пока не установлена.
Оссуарий оазиса Шахр-и Сабз (Согдийский Кеш, к югу от Самарканда) изображает, как и некоторые другие, путешествие души в рай, причем каждая барельефная фигура передаёт определённую часть пути. Этот склеп представляет зороастрийскую эсхатологию со смертью, судом и окончательной судьбой души.

## Печати
Согдийские купцы имели по крайней мере одну печать, как и купцы из соседних обществ. Ценность печати была эквивалентна ценности подписи, и обе они использовались для аутентификации документов, шкафов, дверей и других изделий.
Как и в случае с росписями, сохранилось не так много согдийских печатей, особенно по сравнению с сасанидскими. На этих печатях согдийцы изображали себя. На портрете часто изображён только хозяин, но может быть и пара. Таким образом, печати дают представление о том, как выглядели согдийцы или видели себя.
Среди печатей, идентифицированных как согдийские, есть бородатый мужчина с короткими расчёсанными волосами. Кудри обрамляют его лицо и спускаются на шею, а мужчина, изображённый в профиль, носит серьгу и одежду, открытую на шее.

## Металлообработка
Согдийцы особенно преуспели в обработке металлов. Их способности в этом искусстве повлияли на китайские изделия из металла. В частности, повлияли техники и формы согдийского стиля изделий из металла. Это влияние происходило как за счёт согдийского импорта в Китай, так и за счёт переезда согдийских мастеров в Китай и работы в нём.
Даже после вооружённого прихода ислама согдийская обработка металлов продолжалась в мусульманском Иране и мусульманской Средней Азии.
Согдийские металлические изделия можно спутать с сасанидскими металлическими изделиями, и некоторые учёные до сих пор путают их. Однако они различаются по технике и форме, а также по иконографии. Благодаря работам археолога Бориса Маршака установлено несколько характерных для согдийских изделий из металла: по отношению к сасанидским сосудам согдийские изделия менее массивны, их форма отличается от сасанидских, как и приёмы их изготовления. Кроме того, дизайн согдийских постановок более динамичен.
Большая часть согдийских металлических изделий, которые были раскопаны до сих пор, относится к позднему согдийскому периоду, то есть к концу VII и VIII веков. Согдийцы отдавали предпочтение медальонам с изображением одного животного, а популярные среди сасанидов статичные фигуры царей фигурируют в согдийских металлоконструкциях лишь в VIII веке, после нашествия арабов, несущих с собой сасанидское влияние.
Большая часть металлических изделий, обнаруженных до сих пор, сделана из серебра, хотя согдийцы также изготавливали сосуды из золота. Однако сохранился только один сосуд из золота, датируемый VII-VIII веками. Его ручка очень похожа на ручку знаменитого согдийского кувшина, украшенного крылатым верблюдом.
Качество их работы было настолько хорошим, что их продукция широко продавалась. Согдийские серебряные сосуды были найдены по всей Азии вдоль Шёлкового пути и Северного мехового пути, простирающегося от Херсона в Крыму до глубин Китая.
Однако до сих пор согдийские сосуды в Иране не обнаружены из-за блокады согдийского импорта Сасанидами, которые стремились сохранить господство на собственных рынках. Китайцы как-то заметили, что согдийцы «идут туда, где можно найти прибыль». Позже согдийцы побудили тюрков, новых правителей, открыть рынок согдийского шёлка в Византии. Они убедили тюрок отправить делегацию северными путями, минуя сасанидскую территорию, в Константинополь для заключения сделки.

### Влияние на китайцев
Согдийские изделия из металла оказали большое влияние на китайцев. Это произошло как за счёт импорта из Согдианы, так и за счёт работы согдийского мастера в Китае. Согдийское влияние «можно увидеть в плоском матовом фоне металлических изделий периода Тан». Это было «воспроизведено на керамических кувшинах периода Тан, которые сами были вдохновлены формой согдийского кувшина». Танские серебряные мастера имитировали форму согдийских произведений искусства и яркими примерами являются две серебряные чашки (сейчас находятся в Художественной галерее Фрира), сосуд, похожий на рифлёную чашу со львом, и винный сервиз VI века.
Согдийцы торговали шёлком, а также другими товарами, такими как индийские драгоценные камни, лошади из Ферганской долины, меха из северных степей и мускус из Тибета, помимо знаменитых «золотых персиков Самарканда» в китайской поэзии. Согдийцы также были «опытными ремесленниками, производившими и продававшими предметы роскоши, особенно изделия из металла и ткани, через азиатские степи и в Китай». Таким образом, китайцы были не единственными покровителями согдийцев. Существует согдийская серебряная чаша, украшенная козами и растительностью, сделанная согдийским мастером, принадлежащим к определённой школе металлообработки («характеризующейся веревковидной каймой кругляков, окружающих каждого козла, которые чередовались лиственными (полупальметтами) и плоскими узорами в виде колец на шее»), мотив которого, возможно, был выбран, чтобы «угодить тюркскому покровителю», представляет собой пару сражающихся борцов, выгравированных на упоре для большого пальца. Чашка могла быть использована покупателем во время просмотра рестлинга.
В 718 году согдийцы прислали с посольством в Китай в качестве подарка свою кольчугу. В результате китайские оружейники взяли её за образец и в китайской армии также появились кольчуги. Впрочем, некоторые исследователи отодвигают дату знакомства китайцев со среднеазиатским типом кольчуги минимум на сто лет ранее. 
Согдийские кольчуги славились и позже — так, в XI веке Асади Туси в «Гершасп-намэ» говорит о «луках Чача и кольчугах Согда».

## Текстильное искусство

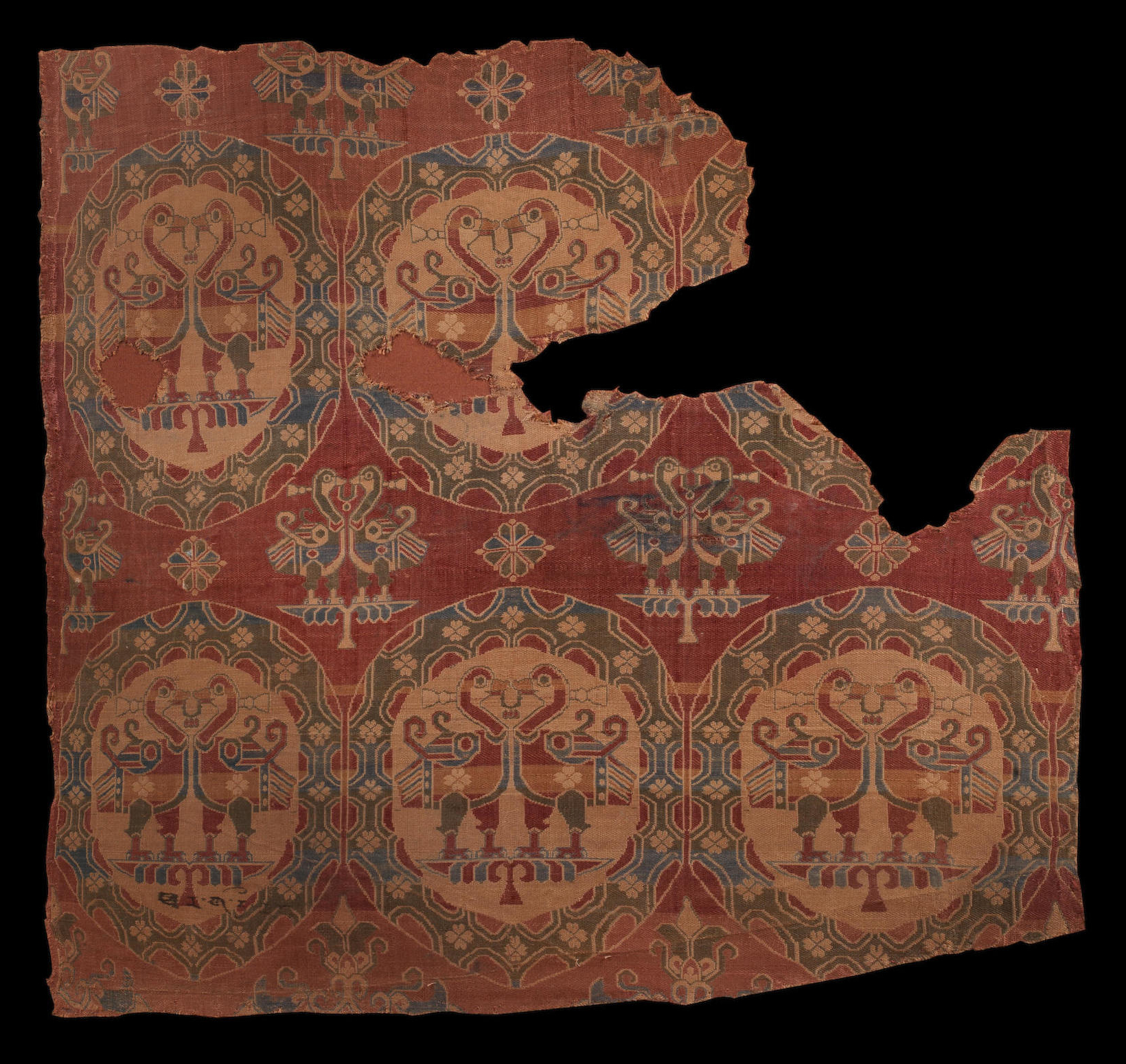
Фрагмент согдийского тканого шёлка, начало VIII века

Среди товаров, которыми торговали согдийцы, искусные художники, но также и предприимчивые торговцы, были гобелены, которые они экспортировали, среди прочего, в Китай, где их художественные навыки имели фундаментальное влияние. Как уже упоминалось, согдийцы даже пытались экспортировать свои шёлковые изделия в Сасанидскую империю, где, однако, для защиты собственного производства персы, вероятно, ввели «блокаду».
Согдийцы колонизировали стратегически важные пункты на торговых путях. Шелка, сотканные согдийскими узорами, были найдены в Ходжо, Дуньхуане, Дулане и Турфане. Уже в VI веке китайцы начали перенимать согдийские узоры, хотя в то время они всё ещё сохраняли традиционную технику. Большая революция произошла позже. Когда согдийцы перебрались в Китай, и их общины там процветали, они принесли с собой свои знания и искусство в области текстиля. Знаменитый китайский кэсы, «чрезвычайно тонкий шёлковый гобелен, сотканный на маленьком ткацком станке с иглой в качестве челнока», стал результатом этого влияния и достиг своего апогея во времена династии Сун. Сначала этот метод в основном использовался для защиты свитков с картинами. Он также использовался в качестве подставки для картин, а позже стал уважаемым видом искусства. Эта форма искусства оказала большое влияние на Китай и процветала между одиннадцатым и тринадцатым веками.
У согдийцев была своя мода и одежда, обычно сделанная из тканого шёлка и хлопка, хотя было обнаружено несколько платьев, в основном из-за их религии, запрещавшей захоронение. Для тканей обычными узорами были розетки с полосками и клетками и их «жемчужными кругляшками».

## Музыка
Хотя оригинальные согдийские мелодии в настоящее время утеряны, есть ряд элементов, которые могут помочь добиться хорошего понимания музыки, которую они создали. Согдийские купцы путешествовали по Азии, по крайней мере, большую часть первого тысячелетия нашей эры, привозя с собой свои инструменты и музыкальный стиль. Они путешествовали по Китаю, внедряя там новые стили. Согдийская музыка процветала как в Китае, так и при китайском дворе.
Музыка была важной частью согдийской культуры, о чём свидетельствуют находки терракотовых фигурок в местных согдийских памятниках, которые датируются IV веком до нашей эры. Лютнисты того времени были найдены в Афрасиабе (современный Самарканд). Лютни, которые несут эти фигуры, имеют разную форму, и считается, что на согдийских лютнях играли с помощью плектра. Тип очень напоминает современную гитару. Наиболее распространённый тип лютни в этих находках напоминает китайскую пипу, впервые упомянутую в китайских источниках ещё во II веке нашей эры, и которая, по мнению современных ученых, не имеет китайского происхождения. Самыми ранними среди согдийских находок IV века до н. э. являются лютнисты.
Другие фигуры, изображающие угловатые арфы (поперечные и выдутые на конце), были обнаружены в Афрасиабе, а также в других согдийских городах. Основными инструментами в согдийских группах были лютни, угловые арфы, барабаны и флейты.
Именно в IV веке нашей эры согдийские общины в Китае начали особенно процветать. Согдийцы создали торговые сообщества по всему Китаю: из Ганьсу они начали распространяться на восток. Руководителями общины назначались ведущие согдийские купцы сабао (萨保/薩保). Их хоронили в гробницах с каменными ложами и саркофагами, которые, как согдийские оссуарии и картины, изображали удовольствия материального мира и загробной жизни. Согдийская погребальная мебель, найденная в Китае, обычно имеет религиозные, буддийские и/или зороастрийские темы, банкеты/пиршества или процессии и охоту.
Погребение Аньян, частично приобретённое различными музеями, украшено музыкантами в типичной согдийской одежде и буддийской сценой с изображением божеств. В ансамбль согдийских музыкантов входят два лютниста, флейтист, два барабанщика и цимбалист, а также два танцора. Два подрамника, когда-то прикреплённые к кровати, изображали то, что китайцы называли хусюань ву (胡旋舞), то есть «согдийский танец вихря», который был чрезвычайно популярен в Китае и появляется на многих китайских гробницах. Источники Тан подтверждают популярность танца. Его исполняли при дворе китайский император Тан Сюаньцзун и его любимая наложница.
Считается, что согдийцы также иногда выступали на спинах животных. То, что осталось от согдийской музыки, «может быть и по сей день присутствует в музыке пипа и в ряде танцевальных и музыкальных ансамблей на тему Шёлкового пути».

## Архитектура

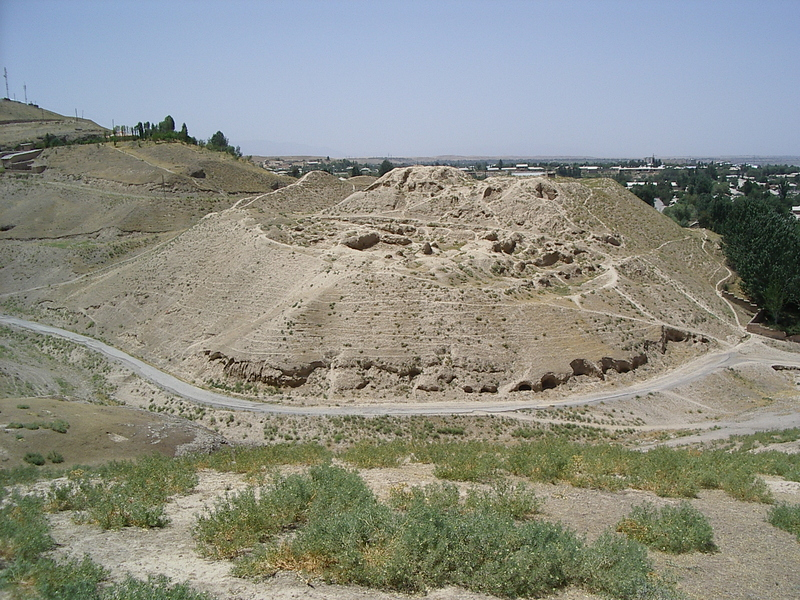
Руины Пенджикента

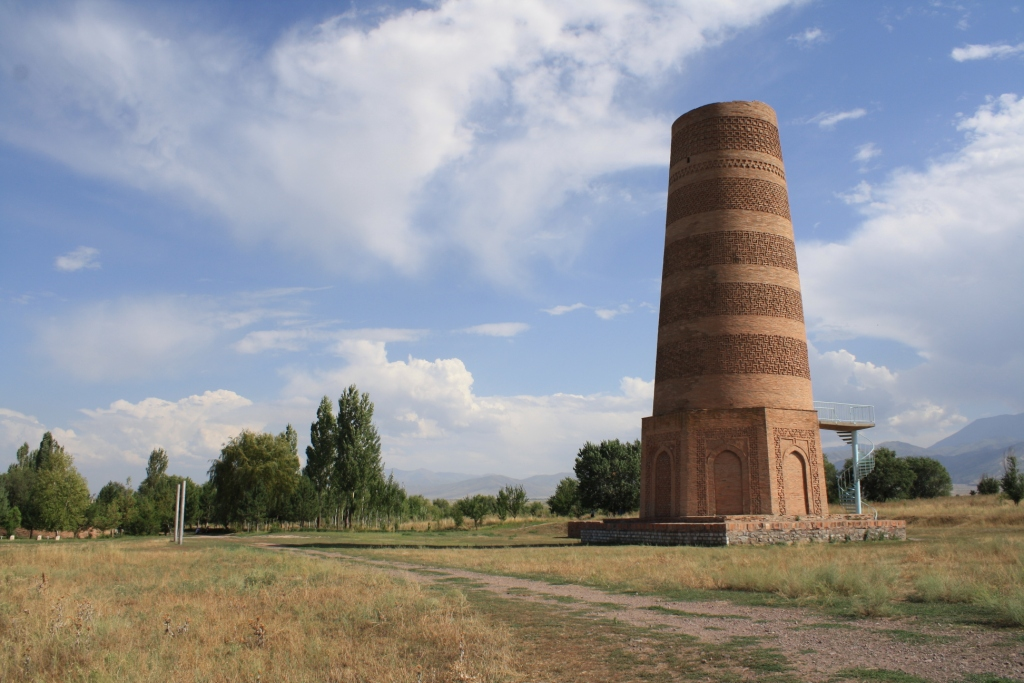
Башня Бурана — то, что осталось от Баласагуна

Архитектура укреплённых мест была подобна архитектуре домов зажиточных горожан. Приёмные залы должны были включать пилястры и скульптуру важного божества на стороне, непосредственно противоположной входу. Изображение божества в натуральную величину принадлежало тому, которому поклонялся владелец дома.
Стены домов зажиточных пенджикентцев обычно покрывались четырьмя зонами росписи. В комнате стояла суфа, где хозяин и гости могли сидеть и беседовать. Суфа представляла собой глиняную скамью, покрытую гипсом. Над суфой находилась самая нижняя зона или регистр. Так, на стенах зала были «сюжетные» росписи. Комната была закрыта сверху куполообразным потолком, а его поверхность должна была быть украшена резьбой по дереву.
Город Баласагун на территории современного Кыргызстана был построен согдийцами, и их язык все ещё использовался в этом городе до XI века. Всё, что осталось от Баласагуна сегодня, — это башня Бурана, точное первоначальное назначение которой неясно.
Согдийский храм Джартепа, стоящий на пути между Самаркандом и Пенджикентом, был построен в V веке из сельского укреплённого особняка и просуществовал до начала VIII века, до арабского завоевания. Он был построен в то же время, что и более известный Пенджикент, но говорят, что его архитектура сохранилась лучше. Здание отличается внушительными размерами и богатым внутренним убранством. В нём было обнаружено несколько фресок и другие находки, хотя храм, вероятно, был ограблен.
Руины древнего согдийского города Пенджикента сегодня лежат на окраине современного города. В Пенджикенте были обнаружены многочисленные находки, в том числе пенджикентские росписи. В V веке в Пенджикенте были построены два храма, посвящённые определённым богам, в которых использовалась местная форма язычества, находящаяся под сильным влиянием зороастризма. В их залах были ниши, в которых стояли статуи, ныне утраченные. Одним из обрядов, совершаемых в храме, который использовался до арабского вторжения, было зажигание огня перед изображениями божеств, подобно тому, как в частных домах, где огонь, разведённый в главном помещении, также давал тепло. Один храм (южный) имел портик (айван), ведущий в зал со статуями, установленными в нишах.
Со временем произошли модификации, которые, однако, не изменили основную структуру храмов, а ритуал остался практически тем же. Дополнительные часовни, построенные в храме, предполагают, что были введены новые культы, и практики усложнились. В другом здании с южной стороны были построены другие святилища. Вероятно, в одном из них постоянно горел огонь. Двор располагался на юго-восточном конце платформы, которая изначально была расписана. В храме имелась пилястра-алтарь, похожая на сасанидский алтарь, однако следов огня ни на ней, ни на окружающих стенах не обнаружено. Следовательно, у него, вероятно, было другое применение. Рядом с этим алтарем когда-то росло большое дерево, возможно, фисташковое дерево или ива. Позднее к южному фасаду храмовой площадки была пристроена стена, перегородившая двор с деревом. Другая комната, образованная новой стеной, имела три широкие ступеньки, ведущие в нишу. Ниже первой ступени, врезанной в поток, располагался шлифовальный круг. На северной стене была ниша с тритонами, украшающими постамент, изображенный как поддерживающий его. Такое изображение могло указывать на связь этого святилища с водой. Позже к храму были добавлены другие святилища, особенно в южной части платформы. Есть зал, путь к которому довольно сложный, со специальными проемами. В нём находится храм, в котором сегодня парсы возносят молитвы. Специальные отверстия позволяли молящимся видеть огонь во время молитвы. В важном месте, рядом с атешгяхом, находится помещение без ниш и скульптур, первоначальное назначение которого неизвестно. После того, как был введён «особый дом» для огня, ритуалы сильно усложнились. С появлением нового святилища позже ритуалы стали ещё более сложными. Во время, совпадающее с нашествием эфталитов (VI век), стены города были снесены, а храм претерпел изменения. Некоторые святилища были заброшены, а над священным огнём был построен пилон. Возможно, что после вторжения население вернулось к некоторым более ранним ритуалам, не требующим вечного огня. Согдийская терминология и многочисленные изображения богов предполагают, что храмы считались согдийцами «домом богов», как и греки. По словам Маршака, в храме была технология, позволяющая воздвигнуть образ бога. Также была комната, которая, возможно, предназначалась для театральных эффектов. Не исключено, что обряды носили театральный характер, в том числе со спецэффектами, возможно, согдийцы разыгрывали религиозные/мифологические сцены. Две фрески (найденные в часовне и во дворе), датируемые VI веком, подтверждают практику театрального богослужения. Все работы в храме финансировались частными пожертвованиями. При храме была и пекарня.

## Галерея

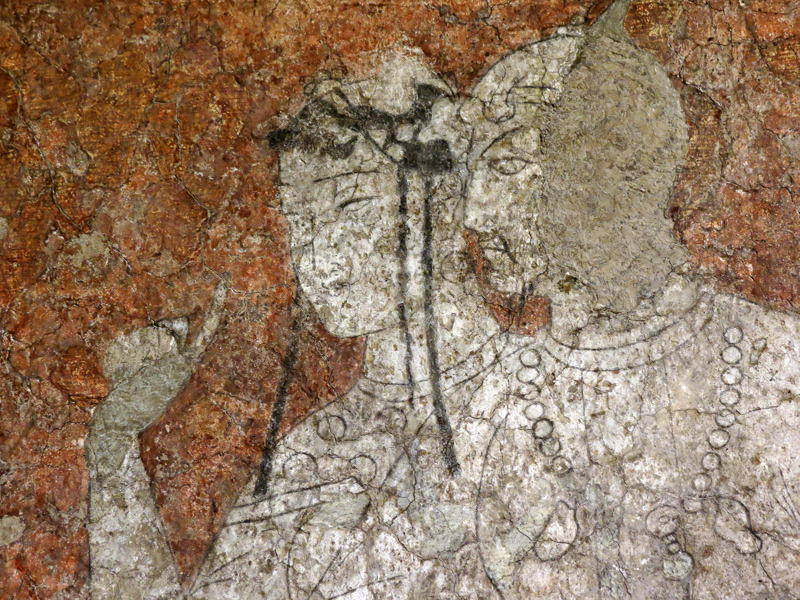
Фрагмент росписи Пенджикента, V-VII вв. н. э.
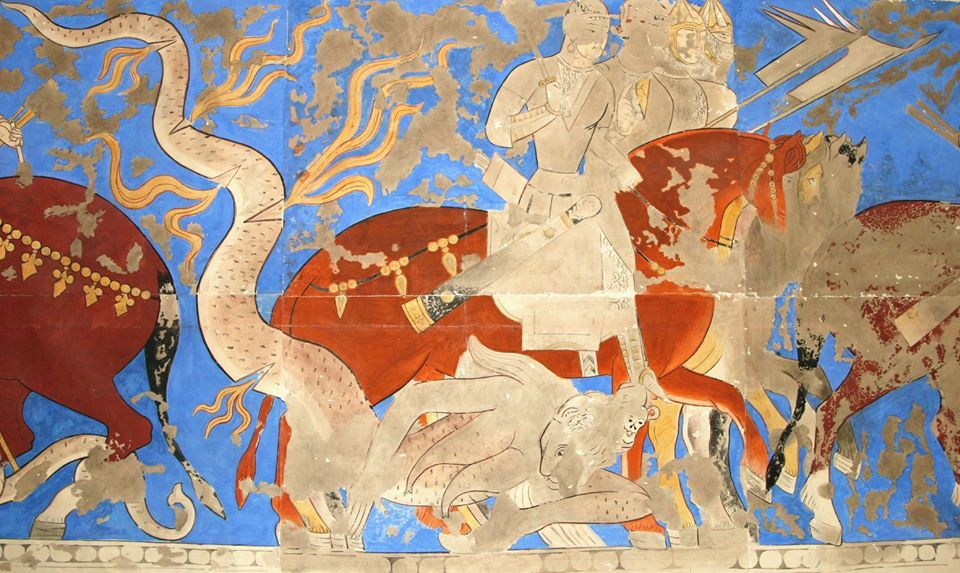
Фреска из Пенджикента, V-VIII вв.
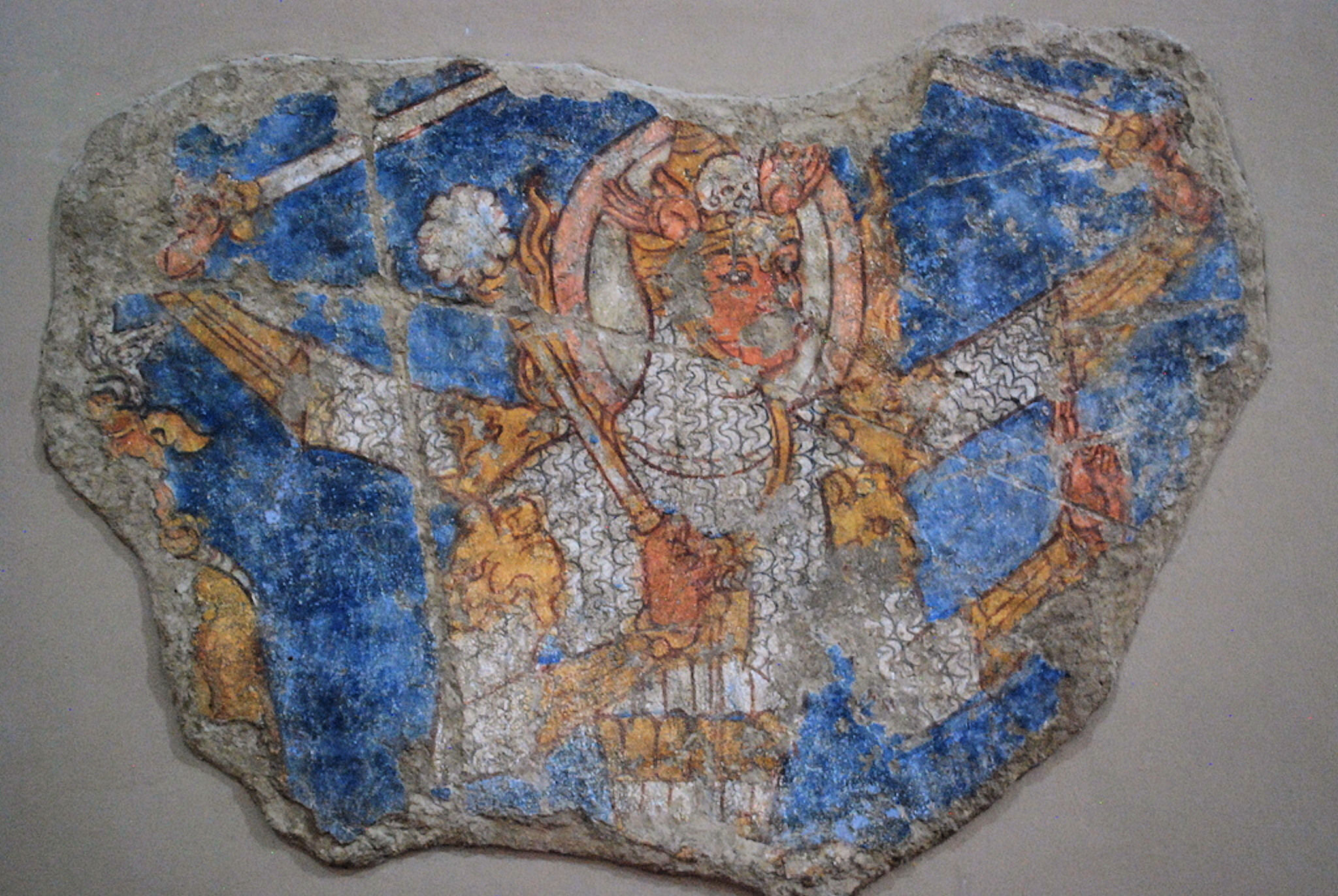
Фрагмент росписи Пенджикента, V-VII вв. н. э.
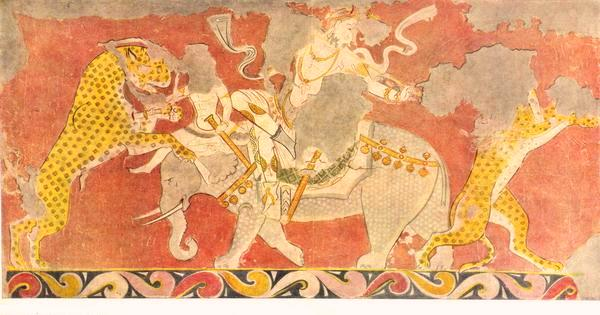
Фреска из Красной комнаты в Варахше, VII или начало VIII века
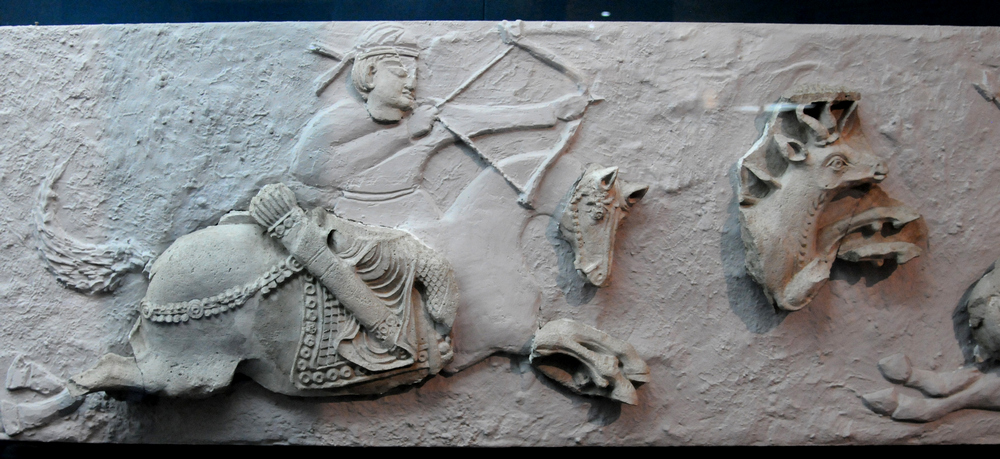
Рельеф охотника, Варахша, Согд, V-VII вв.
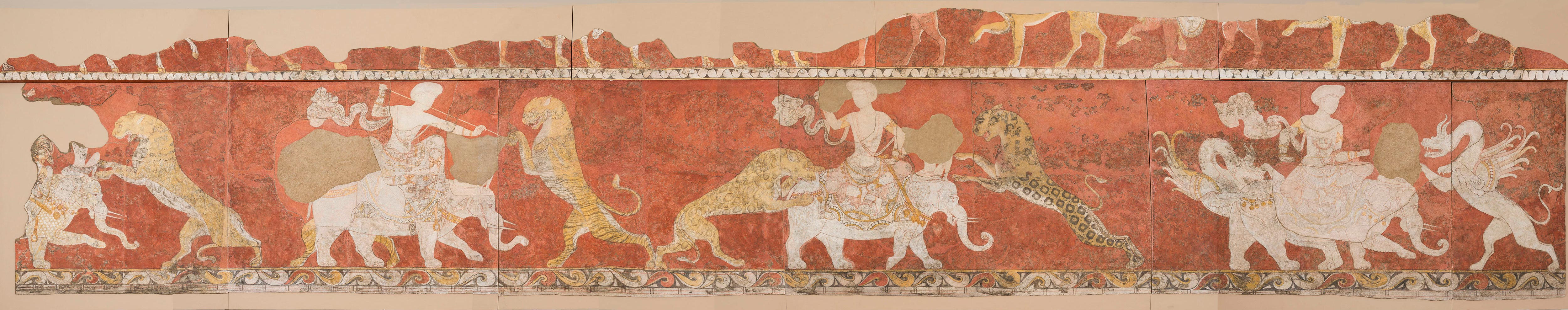
Настенные росписи во дворце в Варахше
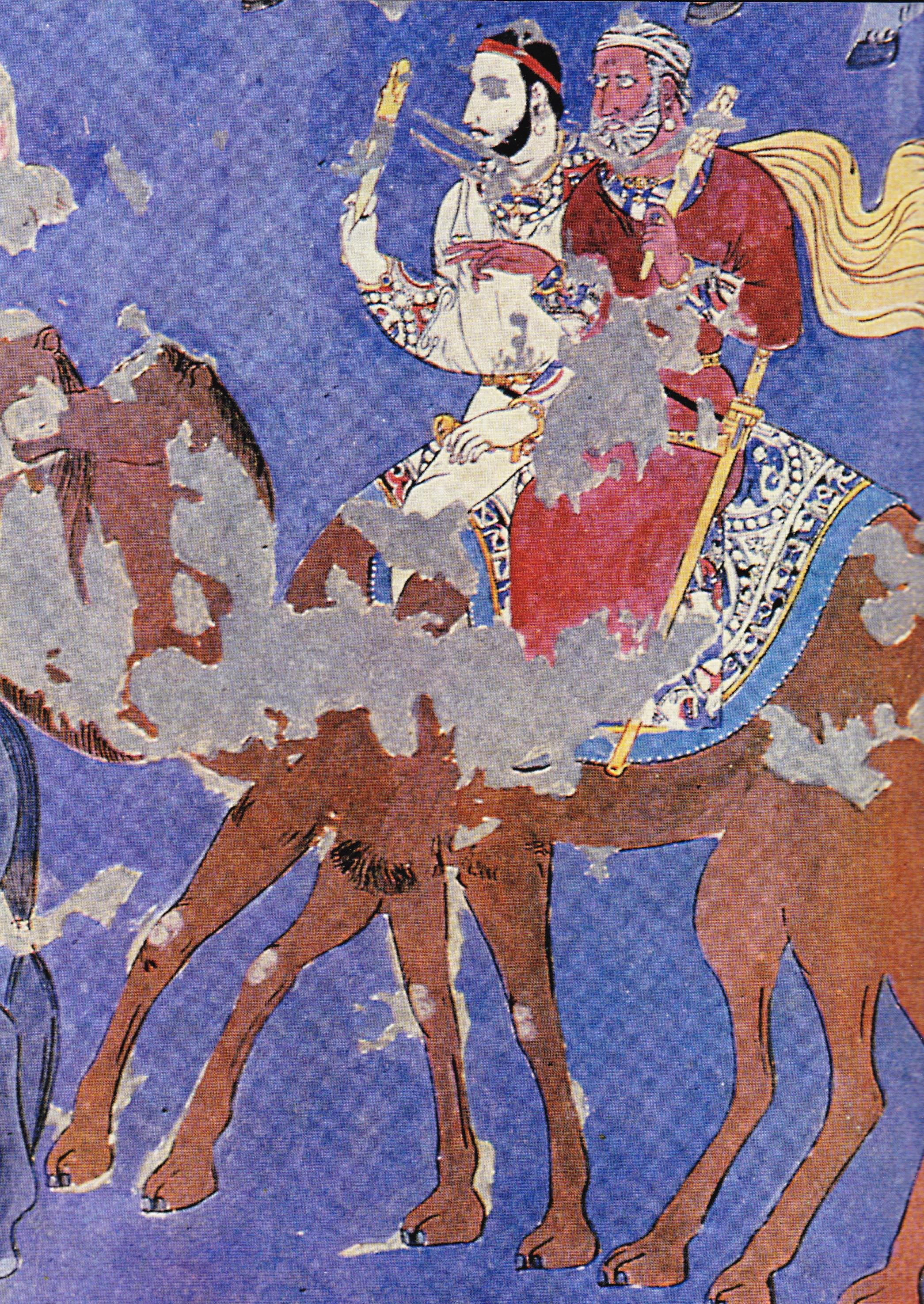
Фрагмент фрески согдийских послов, едущих на верблюде, из самаркандского городища Афрасиаб, VII в. н. э.
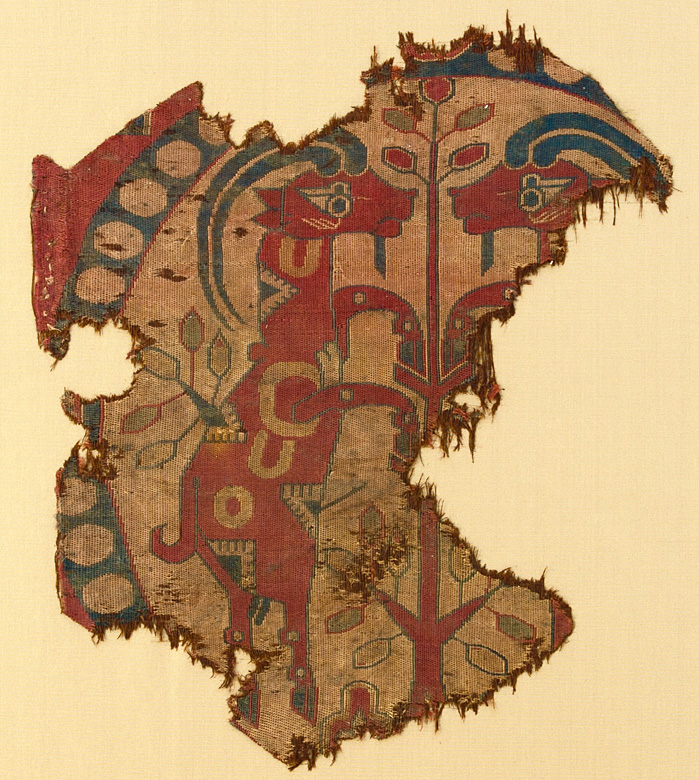
Согдийский шёлковый парчовый фрагмент, датированный около 700 г. н. э.
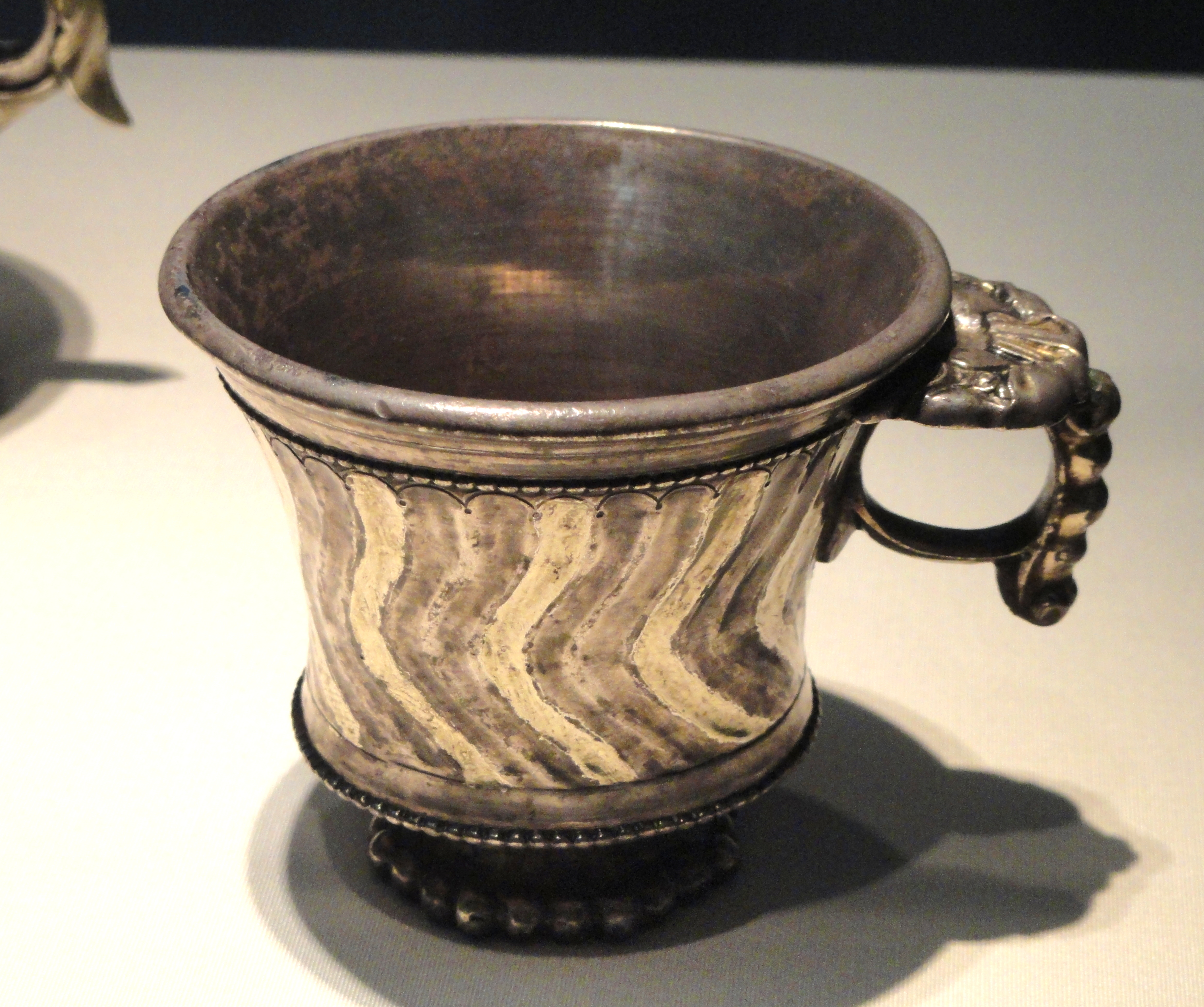
Согдийская серебряная чаша с ртутным золочением, VII век н. э.
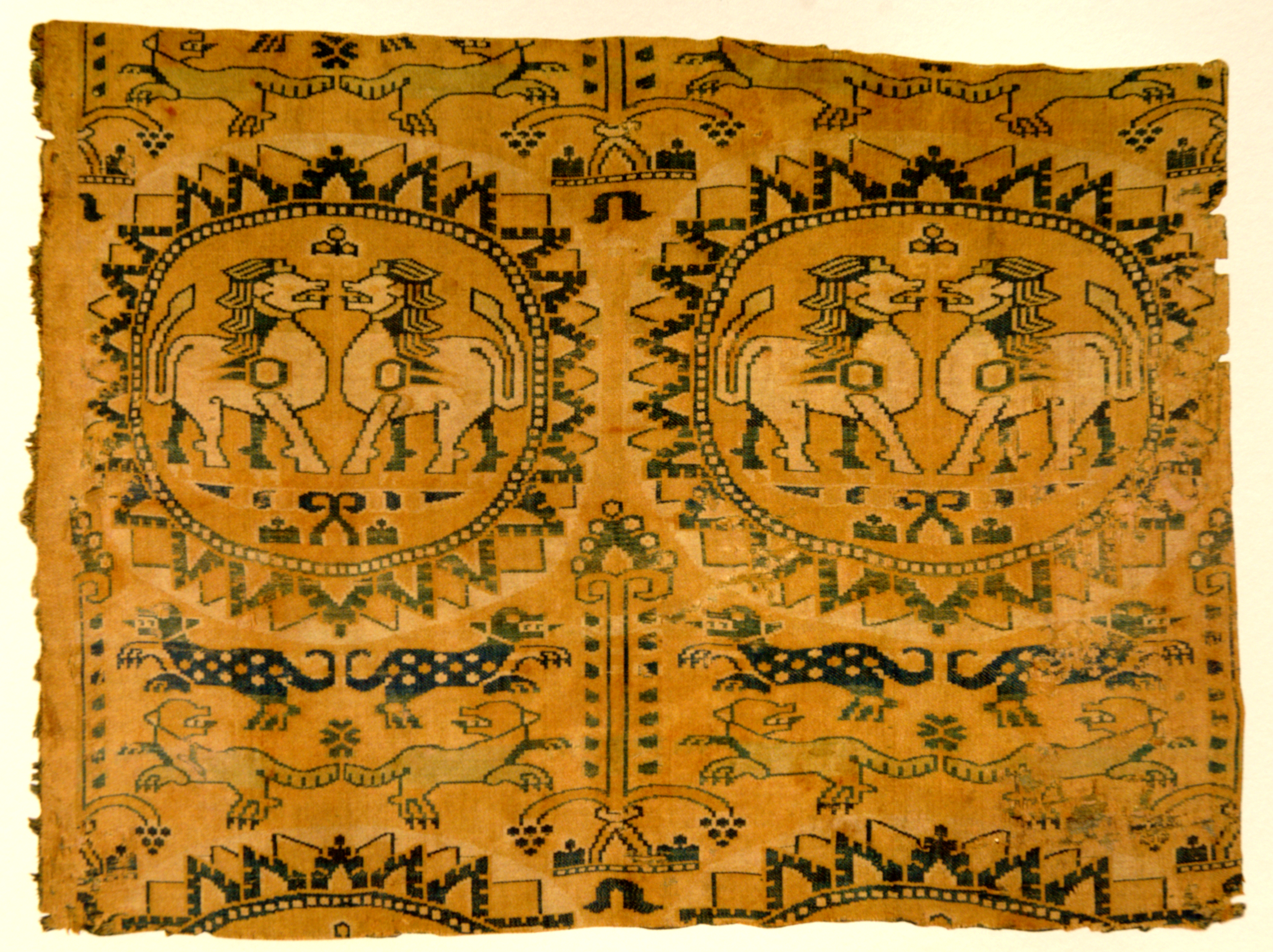
Львы на согдийском полихромном шёлке, VIII век н. э., скорее всего из Бухары
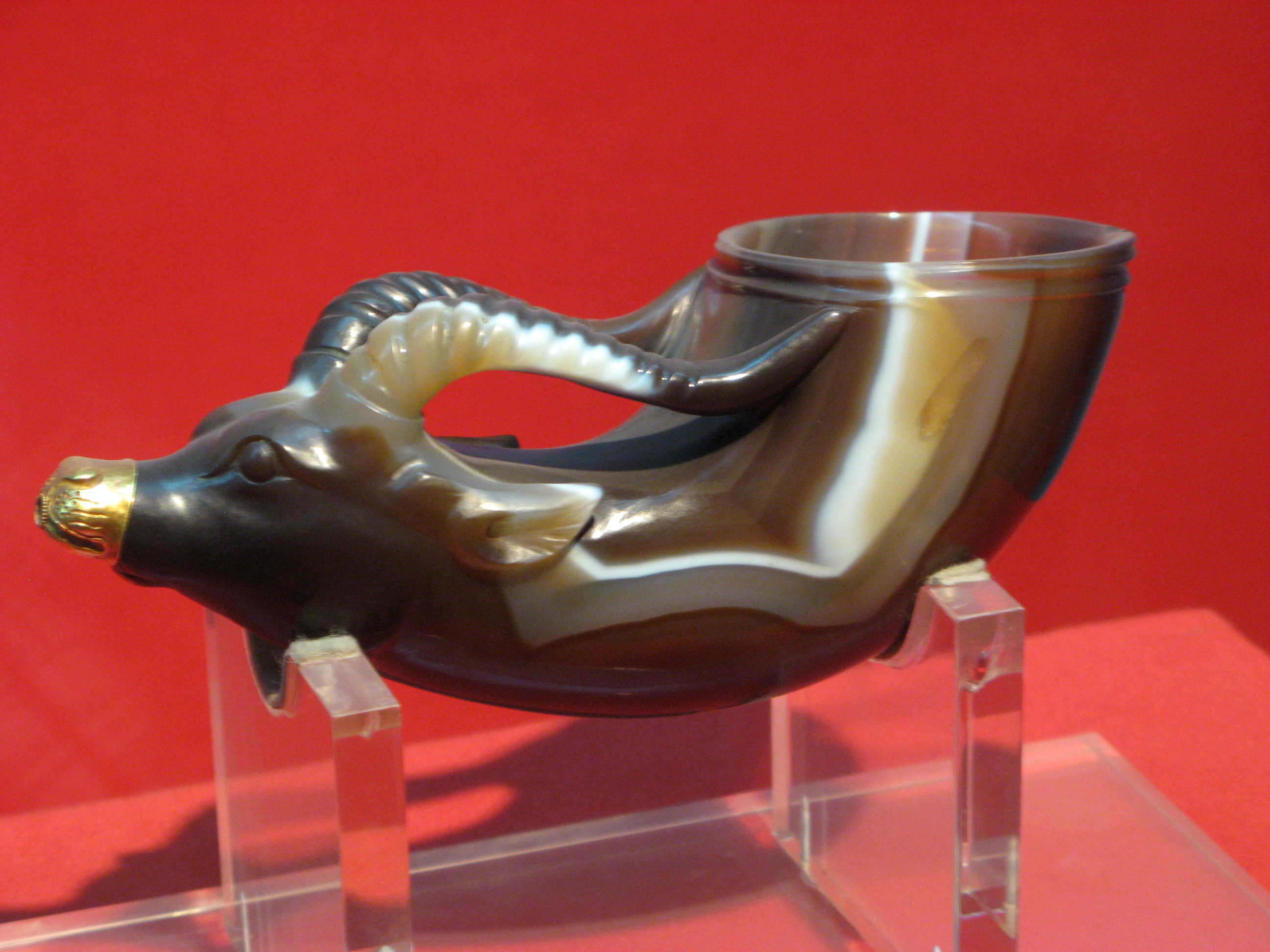
Согдийский рог, VI-VII вв.
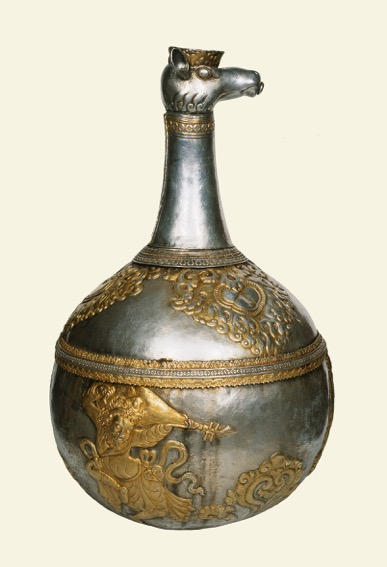
Винный кувшин из Согда, VII-VIII вв.
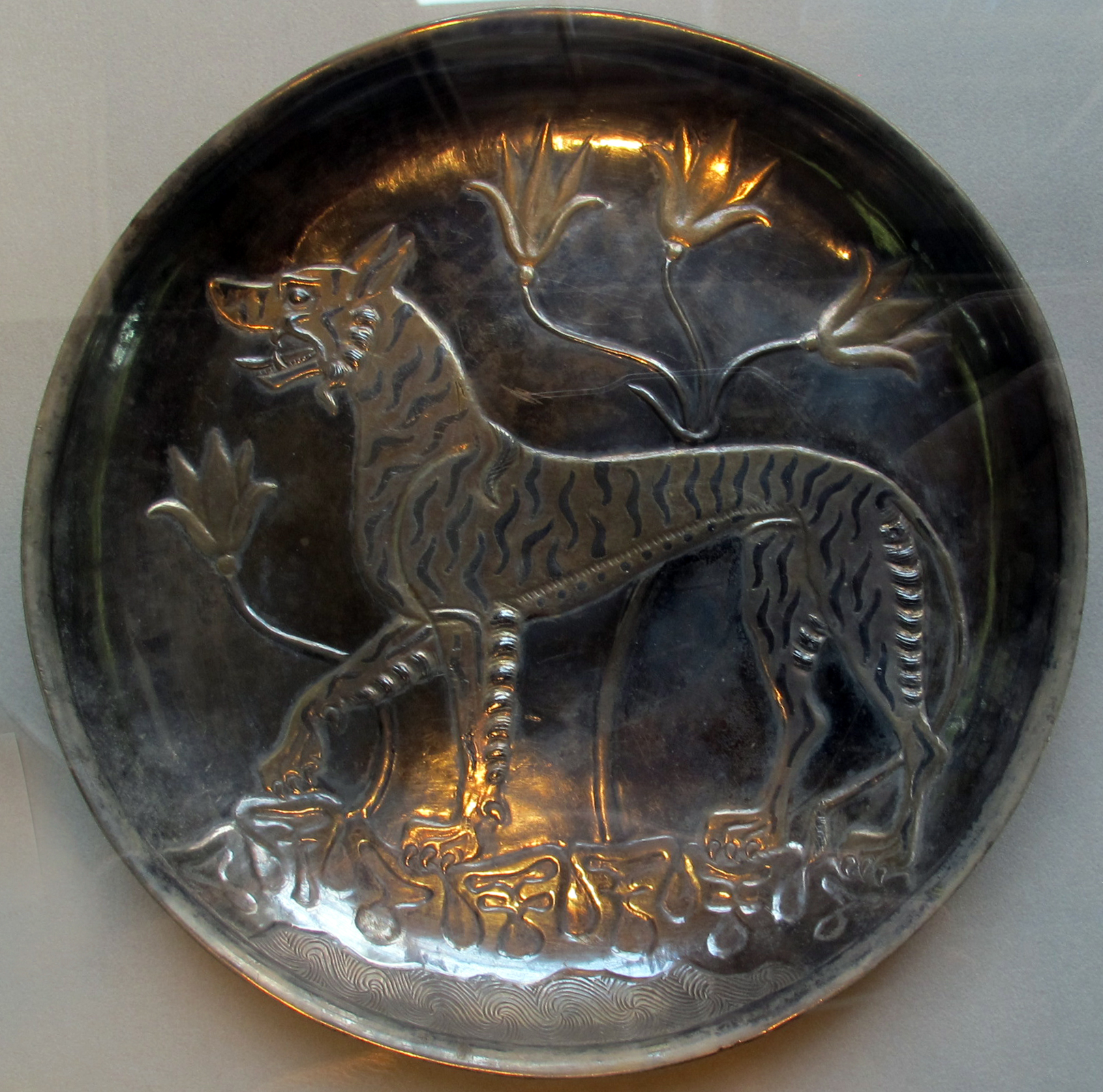
Согдийское позолоченное серебряное блюдо с изображением тигра с явным влиянием персидского сасанидского искусства[англ.] и серебряными украшениями VII-VIII вв.
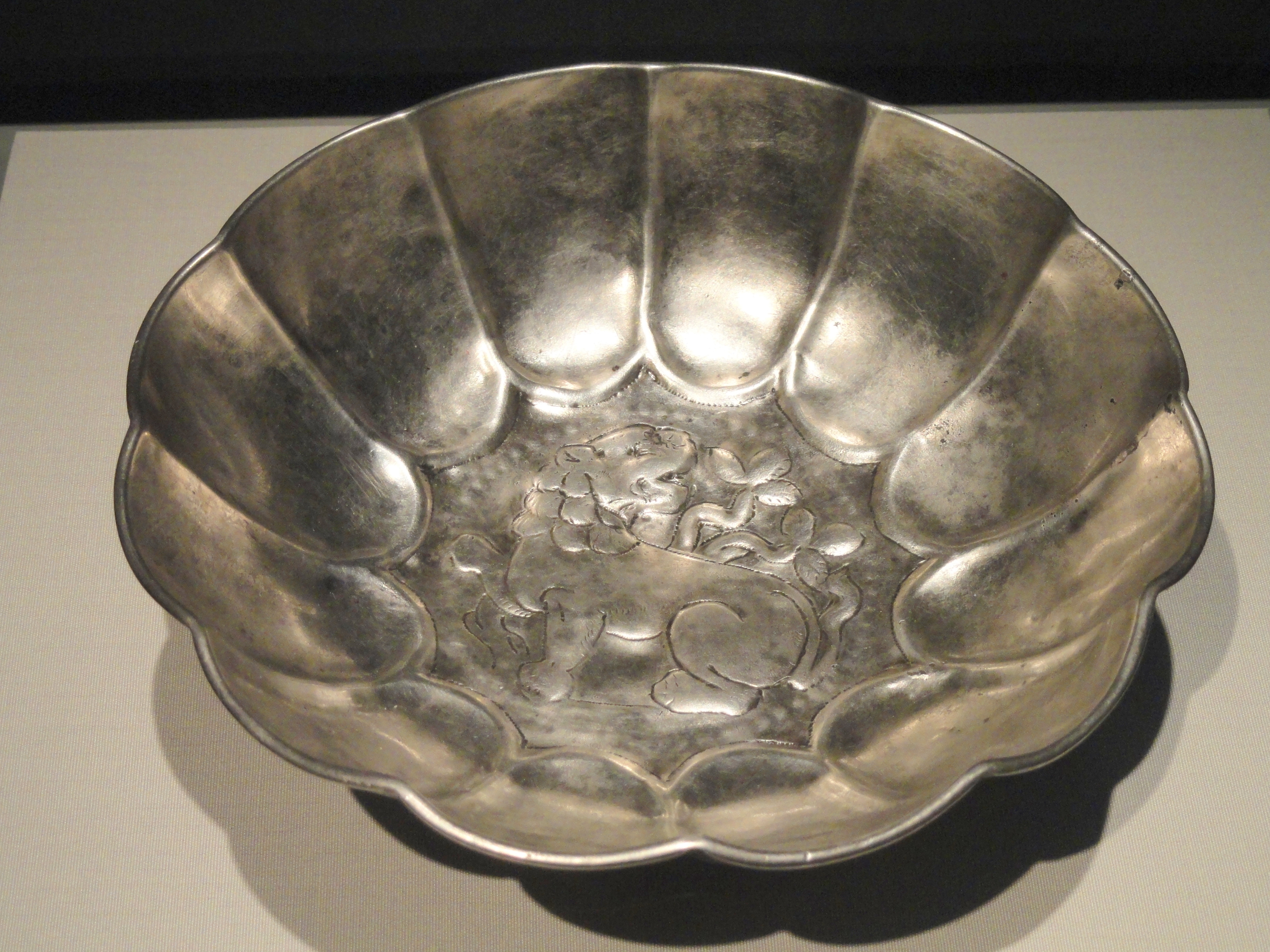
Дольчатая чаша, Согдиана, конец VI — начало VII в. н. э., чеканное серебро. Выставка в Галерее искусств Freer, Вашингтон, округ Колумбия, США.